# Qasim Şeşo
Qasim Şeşo (* 1952 im Irak), auch der Löwe von Sindschar genannt, ist ein Angehöriger der Jesiden im Irak. Er erlangte internationale Bekanntheit durch seine Abwehrleistung im Sindschargebirge und der zweitheiligsten Pilgerstätte der Jesiden ihres Glauben Scharaf ad-Din während der Sommeroffensive der Terrororganisation Islamischer Staat 2014 im Irak.

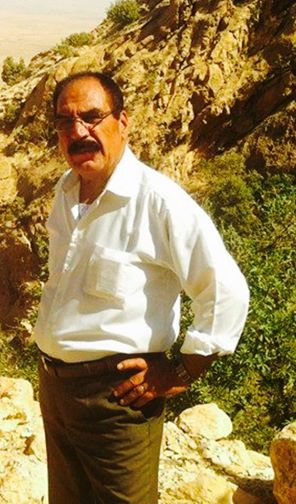
Qasim Şeşo (2014)

## Leben
Qasim floh 1981 mit seiner Frau und ihren gemeinsamen Kindern aus Sindschar vor Saddam Hussein und seinen Soldaten. In Syrien versuchten sie sich eine Existenz aufzubauen, flohen aber 1990 nach Deutschland. Als 2003 die Vereinigten Staaten von Amerika das Regime von Saddam Hussein beendeten, sah er die Chance zurückzukehren. Unter dem Eindruck der Sommeroffensive der Terrororganisation Islamischer Staat gründete er am 30. Juli 2014 die jesidische Bürgerwehr Hêza Parastina Şingal. Am 20. Oktober wurde er mit Kämpfern der jesidischen Bürgerwehr in der Pilgerstätte Scharaf ad-Din eingekesselt und führte diese bei der Schlacht um Scharaf ad-Din.
Qasim Şeşo ist der Onkel des Widerstandskämpfers Heydar Şeşo.